# Ländliches Fortbildungsinstitut
Das Ländliche Fortbildungsinstitut (LFI) dient der Erwachsenenbildung im ländlichen Raum Österreichs.
Die neun Landesorganisationen des LFI werden vor allem von den Landwirtschaftskammern getragen. Das LFI ist bundesländerweise organisiert und in neun verschiedene Geschäftsfelder gegliedert:
- Ausbildung und Persönlichkeitsentwicklung
- Betrieb und Unternehmen
- Direktvermarktung
- Ernährung und Gesundheit
- IT und Landtechnik
- Pflanzenproduktion
- Tierproduktion
- Umwelt und Biolandbau
- Urlaub am Bauernhof

In der Steiermark gibt es unter Geschäftsführer Dieter Frei das Geschäftsfeld Arbeitsmarkt und Wirtschaft.
Die Angebote richten sich an Landwirte sowie an alle Personen im ländlichen Raum.